# MEDEVAC

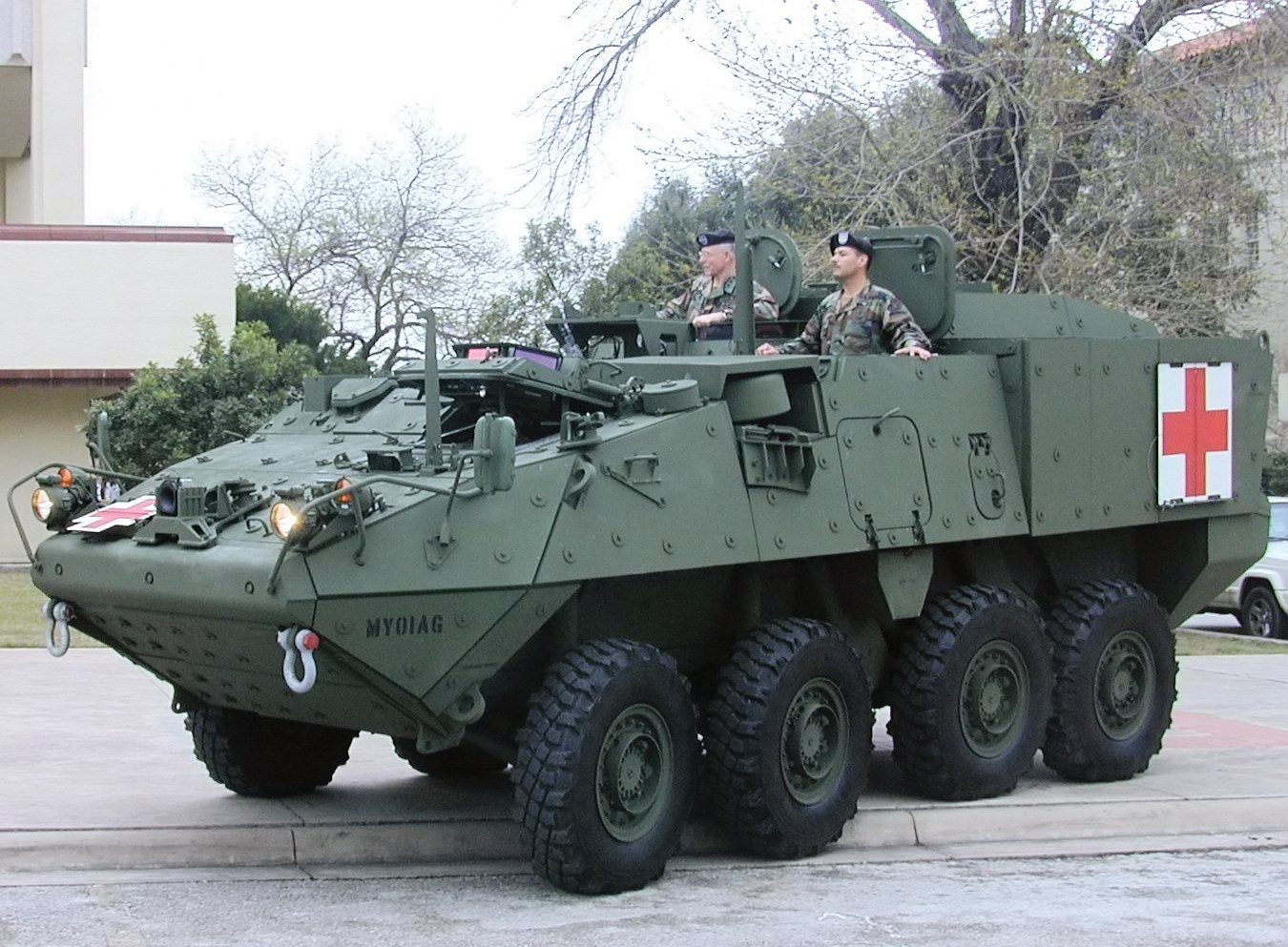
M1133 Stryker Medical Evacuation Vehicle

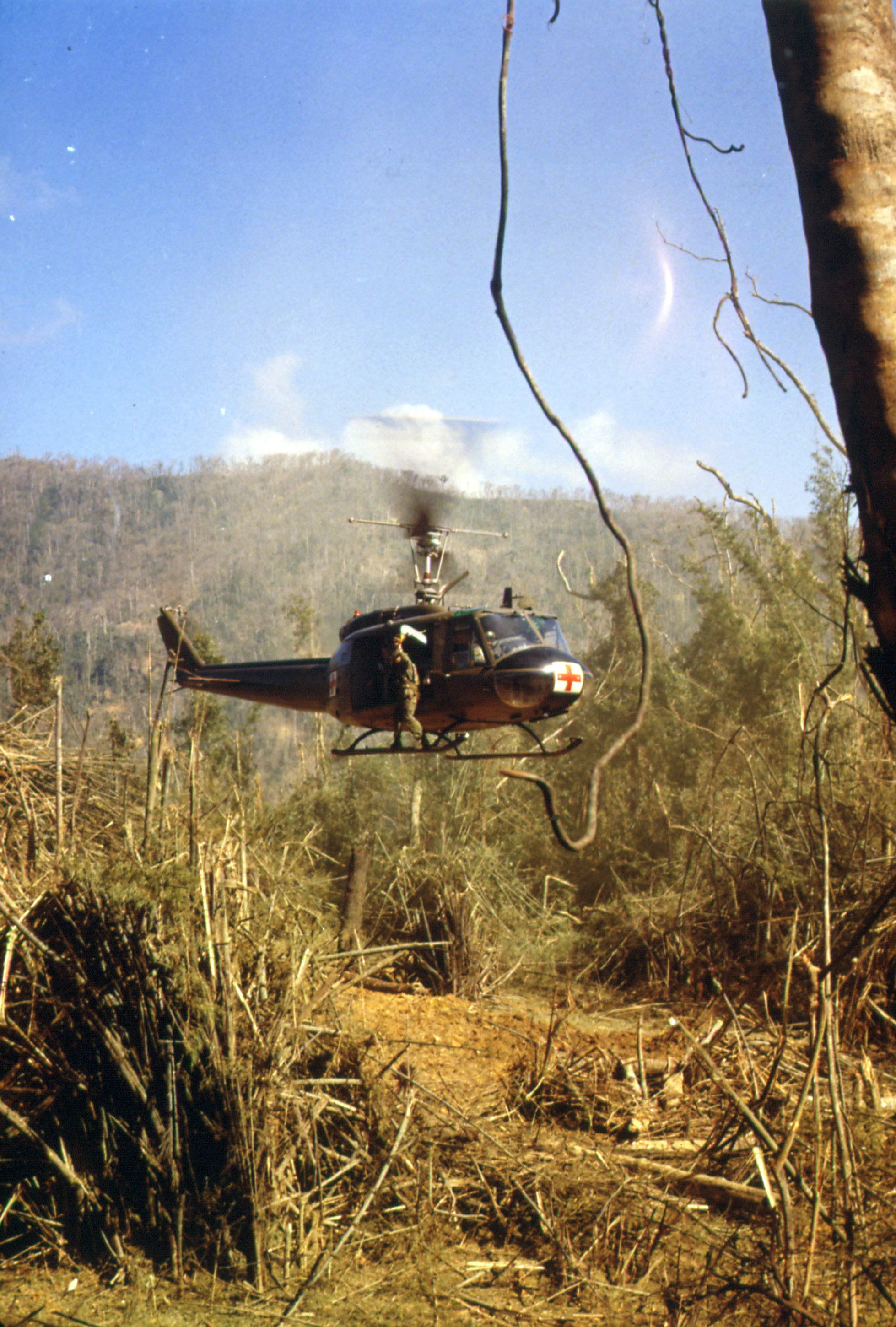
Śmigłowiec UH-1 MEDEVAC podczas wojny w Wietnamie.

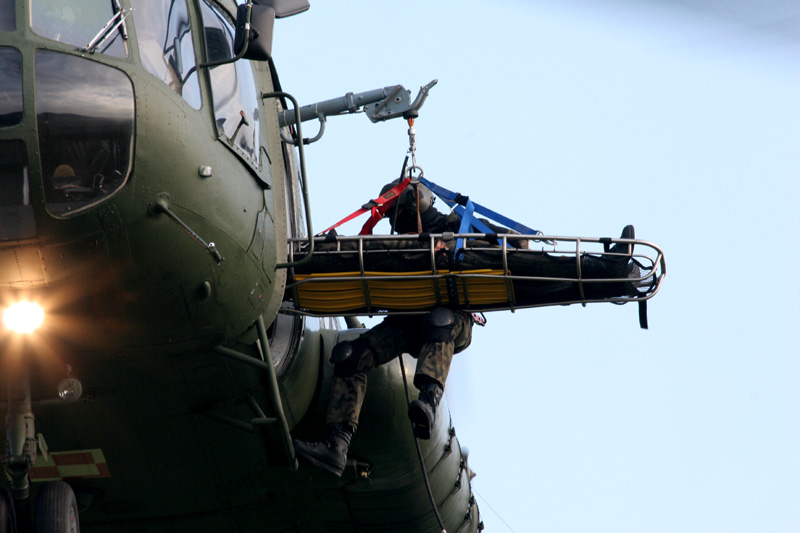
Załadunek rannego podczas ćwiczeń 25. Brygady Kawalerii Powietrznej

Ewakuacja medyczna (MEDEVAC, medivac; ang. medical evacuation) – działania ratunkowe, polegające na transporcie rannych z pola walki lub miejsca katastrofy przez personel medyczny do obiektów medycznych (np. szpitala polowego). Ewakuacja medyczna odbywa się przy pomocy odpowiednio przygotowanych pojazdów lądowych (np. ambulansów) lub powietrznych (śmigłowców). Terminem określany jest również transport poszkodowanych pomiędzy obiektami medycznymi.
Etapy prowadzenia ewakuacji medycznej z pola walki lub z miejsca, gdzie nastąpiło zdarzenie:
- pomoc przedmedyczna sanitariusza żołnierza – segregacja (triage);
- transport do punktu medycznego (lekko poszkodowani żołnierze – Grupa Zielona);
- pomoc medyczna – segregacja wtórna;
- transport do szpitala polowego (ciężko poszkodowani żołnierze – Grupa Żółta);
- pomoc polowych zespołów operacyjnych;
- transport do szpitala stacjonarnego (bardzo ciężko poszkodowani – Grupa Czerwona);
- pomoc stacjonarnych zespołów operacyjnych;
- rehabilitacja i rekonwalescencja poszkodowanych.

## Ewakuacja medyczna w ratownictwie medycznym
Współcześnie ewakuacja medyczna znajduje także zastosowanie w cywilnym ratownictwie medycznym (RM). Wiedza o ewakuacji medycznej jest obecnie powszechnie wykorzystywana w przypadku drogowych zdarzeń masowych albo w trakcie organizacji dużych imprez o charakterze masowym (z wykorzystaniem tzw. ZMIM, czyli zabezpieczenia medycznego imprezy masowej), zagrożeń szpitali, czy prowadzeniu ewakuacji na ogromną skalę przez zespoły koordynujące taką ewakuację np. ewakuacja dzielnicy albo całej aglomeracji w wyniku katastrofy.
Ewakuacja medyczna w RM składa się z następujących elementów:
1. Ostrzegania i powiadamiania;
2. Organizacji działań ratowniczych;
3. Współdziałania;
4. Ewakuacji medycznej wewnętrznej;
5. Prowadzeniu triage (segregacji – selekcji pacjentów);
6. Uzgodnień ewakuacyjnych w zakresie transportu i zaspokojenia potrzeb pacjentów;
7. Uzgodnień w zakresie miejsca załadunku;
8. Uzgodnień w zakresie miejsca przewiezienia poszkodowanych lub pacjentów;
9. Ewakuacji medycznej zewnętrznej;
10. Wtórnej segregacji (triage);
11. Przyjęcia poszkodowanych lub pacjentów w miejscu bezpiecznym np. w innym szpitalu (tzw. przyjmującym);
12. Kontynuacja lub rozpoczęcie leczenia

W cywilnej ewakuacji medycznej wykorzystuje się różnorodne środki transportowe jak: karetki typu P, T, S, N, karetki – ambulanse, śmigłowce Lotniczego Pogotowia Ratunkowego (LPR), wozy zabezpieczenia medycznego, autobusy – karetki do transportu wielonoszowego (ATW, AML), pojazdy techniczne (rozwijania namiotów), pojazdy koordynacji ewakuacji medycznej, autobusy MZA, czy pojazdy wsparcia ewakuacyjnego.